# Jaguar E-Type
El Jaguar E-Type, conegut als Estats Units com el Jaguar XK-E, és un automòbil esportiu produït pel fabricant anglès Jaguar Cars entre els anys 1961 i 1975. Va ser exhibit al Saló de l'Automòbil de Ginebra el març de 1961. La bona recepció de l'E-Type va evocar el llançament realitzat a Anglaterra, el 1948, del model XK120. Poques setmanes després, feia acte de presència al Saló de l'Automòbil de Nova York . Les revistes britàniques especialitzades de l'automòbil havien organitzat diverses proves amb els prototips de pre-llançament.
En el seu llançament el 15 de març de 1961, Enzo Ferrari el va anomenar com "l'automòbil més bell mai fabricat". En 2004, la revista Sports Car International va col·locar a l'E-Type en el número "1" de la seva llista de les millors fabricacions esportives de la dècada de 1960. Al març de 2008, el Jaguar E-Type va ocupar el primer lloc a la llista en línia de The Daily Telegraph dels "100 cotxes més bonics" del món de tots els temps.

## Història
L'E-Type va ser introduït com un Gran Turisme de tracció del darrere en la forma d'un biplaça "Fixed Head Coupé" (FHC) o com un roadster "Open Two Seater" (OTS). Una versió del cupé amb quatre seients "2+2", amb una batalla allargada, va ser presentat diversos anys més tard.
L'E-Type arribava al mercat amb la difícil missió de reemplaçar als reeixits XK120, XK140 i XK150, amb dos tipus de carrosseria: roadster i cupé. Les seves línies van ser una creació del dissenyador britànic Malcolm Sayer, que va aprofitar els seus amplis coneixements en aerodinàmica, producte de les seves exitoses experiències en aeronàutica, per crear una silueta neta i aerodinàmicament eficient.
Actualitzacions posteriors del model van ser oficialment designades com la "Sèrie 2" i "Sèrie 3" i, en passar del temps, als cotxes anteriors se'ls han referit com la "Sèrie 1". Com passa amb els cotxes de l'època fets parcialment a mà, els canvis van ser incrementals i contínues, les quals havien portat a la confusió sobre exactament què és un cotxe de la Sèrie 1. Això és més que un interès acadèmic, ja que els de la Sèrie 1, particularment els roadsters, sovint tendeixen a ser més valuats que els models de la Sèrie 2 i 3.
Els models de la Sèrie 1, els quals són per molt els més valuats, essencialment cauen en dues categories. Aquells fabricats entre 1961 i 1964, els quals tenien motors de 3,8 litres i transmissió syncromesh parcial; i els models de 1965 a 1967, els quals van incrementar la mida dels seus motors i parell màxim al voltant del 10% fins als 4,2 litres, van afegir una caixa de canvis totalment syncromesh; i també tenien seients reclinables, un alternador en lloc del dinamo, un sistema elèctric canviat a negatiu, un sistema de servofrens més fiable i altres accessoris moderns. L'estil no va ser canviat.
Sent un cotxe britànic fabricat als anys 60, hi ha al seu torn alguns sub tipus rars de la Sèrie 1. Per exemple, les primeres 500 unitats tenien pisos plans i forrellats externs del capó. Al tancament de la producció de la Sèrie 1, hi havia un petit nombre de cotxes fabricats que tenien l'excepció de les cobertes dels llums davanters suprimits per disposar d'una millor il·luminació. No se sap exactament quants d'aquests Sèrie 1 van ser produïts en total, però es van distribuir 1508 roadsters arreu del món el 1967, cosa que combinada amb el fet que aquestes unitats es fabriquessin només en els últims mesos de la producció de la Sèrie 1, cosa que significa que aquests són la variant amb el menor volum.
Al voltant del món, incloent-hi les unitats amb el volant a la dreta ia l'esquerra, un total de 7828 roadsters de la Sèrie 1 de 3,8 litres van ser construïts; i 6749 de la versió posterior de 4,2 litres.
El 1996, el Museu d'Art Modern de Nova York va adquirir un roadster blau, com a part de la seva col·lecció permanent en reconeixement del seu estil i prestacions excel·lents de l'E-Type, un de només sis automòbils a rebre la distinció. El MoMA XKE és un roadster de la Sèrie 1.

## Motor
La unitat motriu de l'E-Type va ser el mateix bloc ja utilitzat als XK : un potent sis cilindres en línia de 3,8 litres dissenyat durant la Segona Guerra Mundial, que comptava amb doble arbre de lleves, bloc de fosa de ferro i culata d'alumini, alimentat per tres carburadors i una relació de compressió de 9.0:1, produïa 265 cavalls de vapor a les 5.500 rpm i un parell màxim de 283 lliures-peu (384 N·m) a les 4.000 rpm, que li permetia assolir 150 milles per hora (241 km/h), amb una acceleració de 0 a 100 quilòmetres per hora (62 mph) en 6,9 segons. Innovacions tècniques molt interessants incloïen: frens de disc a les quatre rodes, dobles molls a l'eix posterior i la triple raqueta al eixugaparabrises.
El primer v12 que va sortir de la companyia Jaguar va ser per muntar-lo a l'e-type sèrie 3 de 1971, el mateix que va muntar el xjs, xj xj40 x300 fins al final de la seva producció el 1996-97.
Com tot motor, té els seus avantatges i inconvenients. El principal inconvenient del v12 és que és un motor que està compost per múltiples elements, no només el motor sinó també els elements que l'envolten, com ara els conductes d'aigua i altres líquids, que necessiten funcionar regularment. Per contra, molts d'aquests elements arribarien a assecar-se, trencar-se o fer-se malbé si el cotxe ha deixat d'usar-se durant dos anys consecutius aproximadament (altres factors entren en joc, evidentment). Qui no sàpiga les minuciositats de manteniment, podria arribar a trencar el motor pel simple fet d'estalviar-li uns quilòmetres per conservar-lo amb el mínim ús per a la venda posterior. Pel que és un motor que està fet per utilitzar-se. Per això un ús regular d'aquest motor, uns dies a l'any està bé, assegura un millor estat del cotxe i llavors una millor conservació del mateix.
Pel que el seu principal avantatge, la munta d'aquest motor en el e-type va ser un procés de modernització del model. Aquest va afavorir el comportament del vehicle incorporant algunes millores com ara la direcció assistida i un eixamplament dels eixos, cosa que permet millorar l'estabilitat a la carretera.

## Detalls en imatges (clamshell)
- 1]
- 2]
- 3]
- 4]

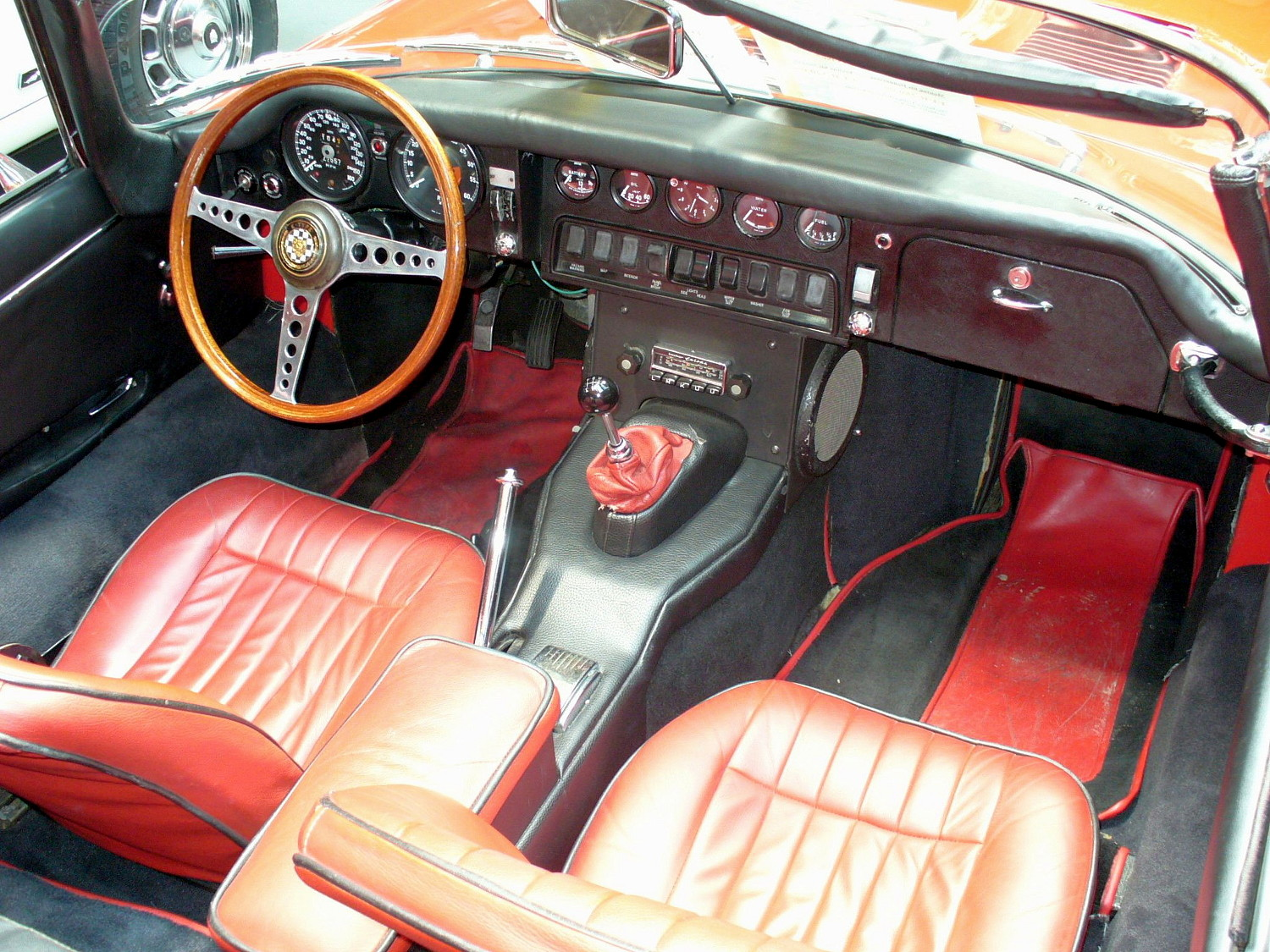
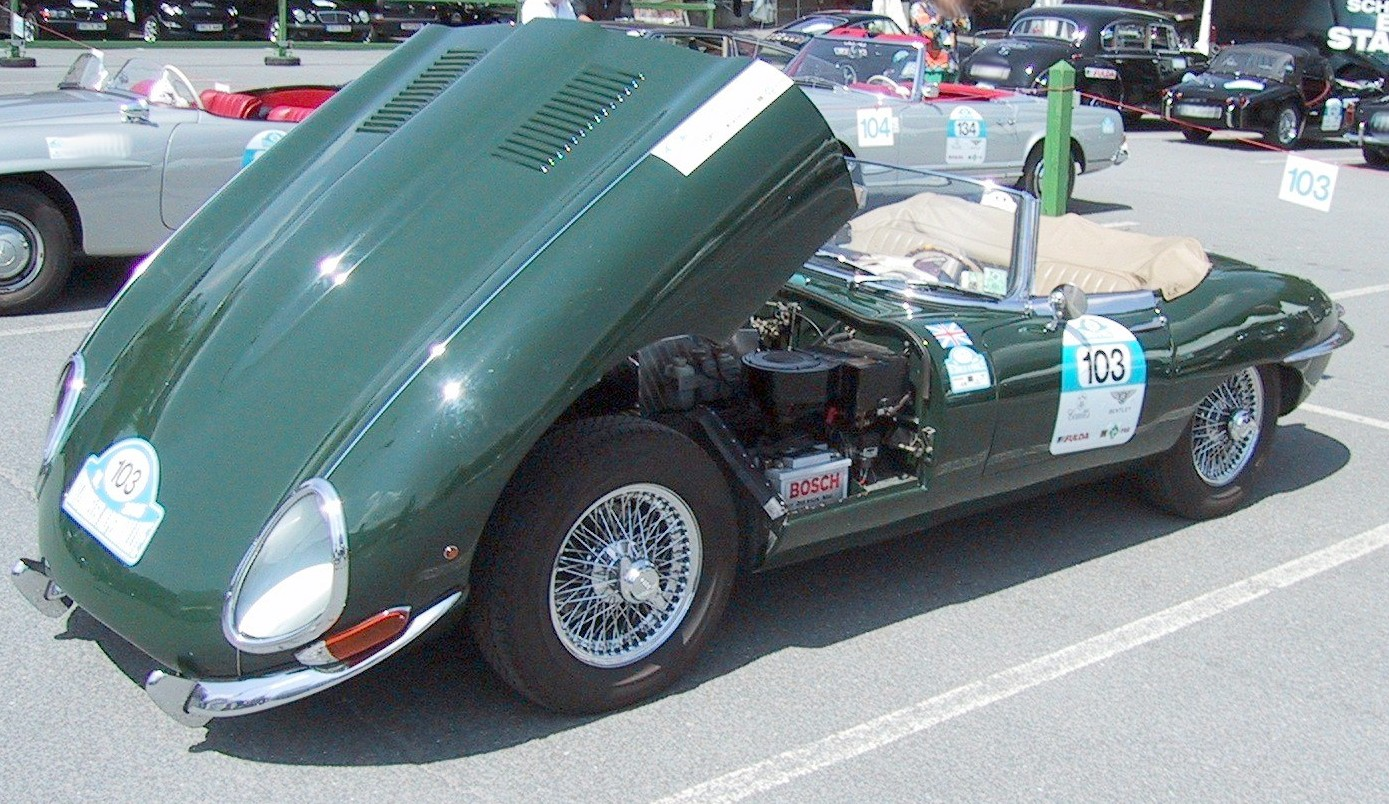
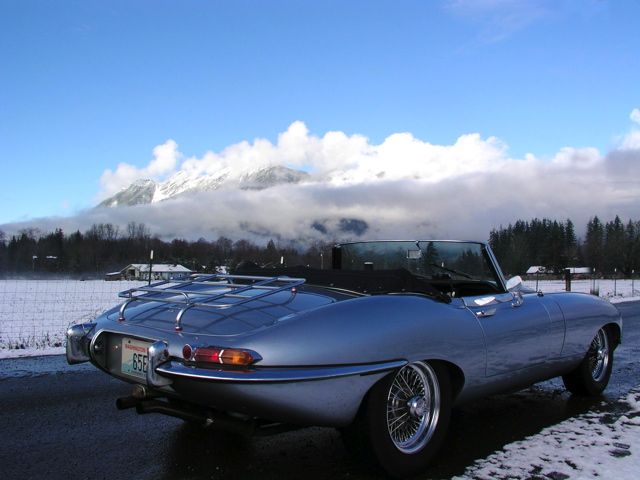
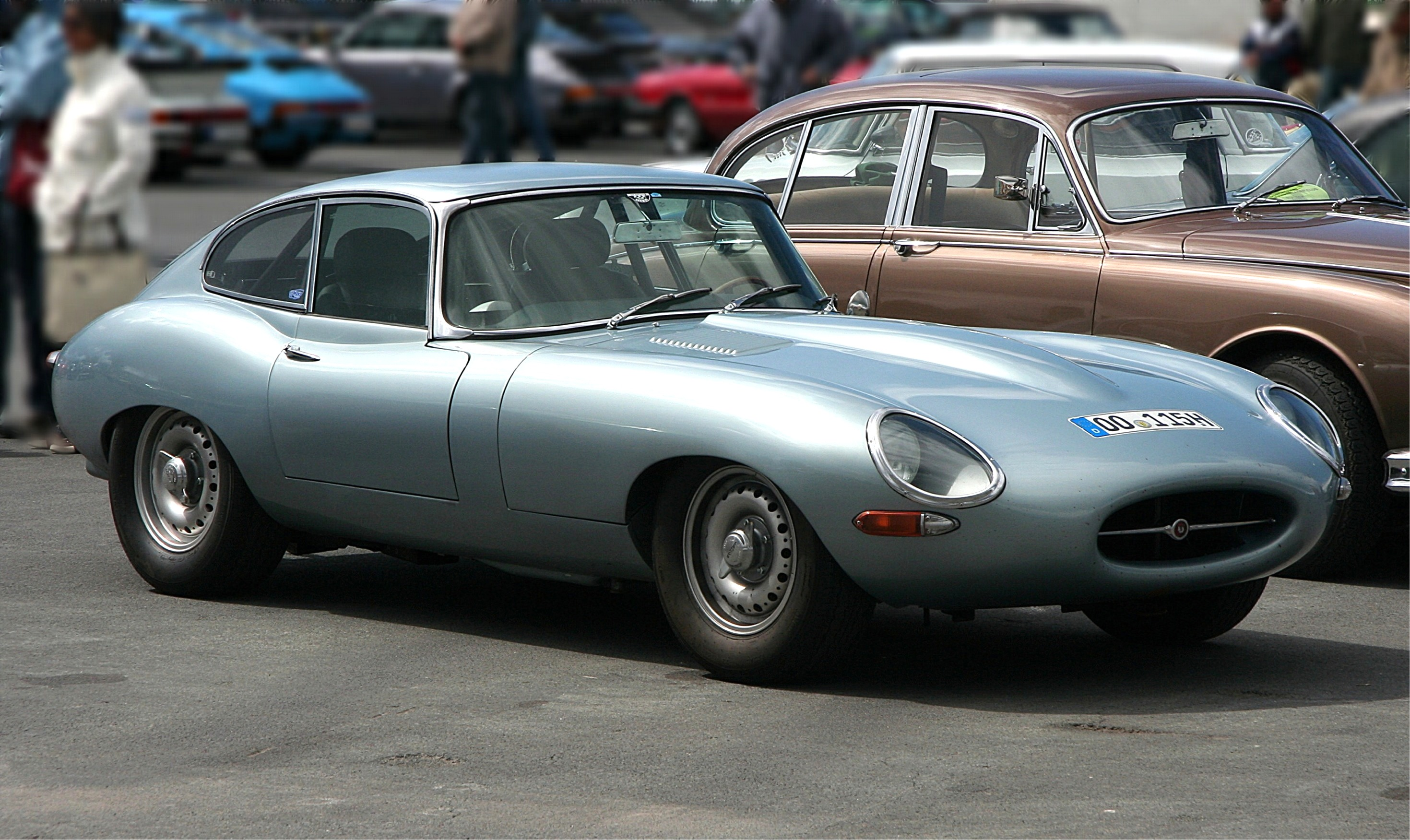

- [1] L'interior de l'E-Type és l'arquetip del luxe esportiu, amb butaques en cuir, volant de fusta i un arsenal d'instruments i interruptors tipus eix de balancí. Els de la Sèrie 1 comptaven amb – encara menys pràctics però molt esportius – interruptors tipus aeronàutics a palanca. Els 3.8 tenien una consola i un túnel de transmissió al centre amb acabats dalumini.
- 2] L'escultural morro i el protuberant capó de l'E-Type segueix sent el més impressionant de qualsevol cotxe. La presa d'aire sobre el capó del motor no és un simple adorn. Els E-Type, particularment els primers, tendien a reescalfar-se en climes càlids.
- 3] L'E-Type està catalogat com un dels gran turisme britànics més bells mai construïts, aquí fotografiat a la vall de Stillaguamish a l'Estat de Washington, EE. UU.
- [4] L'herència esportiva de Jaguar va modelar els seus esportius de carrer, aquí un cupè a l'estacionament de l'autòdrom de Nürburgring a Alemanya

## Producció
| Model             | Versió   | Anys    | Producció |
| ----------------- | -------- | ------- | --------- |
| Série 1, 3.8, 6L  | Roadster | 1961-64 | 7.827     |
| "                 | Cupè     | 1961-64 | 7.669     |
| Série 1, 4.2, 6L  | Roadster | 1964-68 | 9.548     |
| "                 | Cupè     | 1964-68 | 7.770     |
| "                 | Cupè 2+2 | 1966-68 | 5.598     |
| Série 2, 4.2, 6L  | Roadster | 1968-70 | 8.627     |
| "                 | Cupè     | 1968-70 | 4.855     |
| "                 | Cupè 2+2 | 1968-70 | 5.326     |
| Série 3, 5.3, V12 | Roadster | 1971-75 | 7.990     |
| "                 | Cupè     | 1971-75 | 7.297     |
| "                 | Cupè 2+2 | 1971-75 | 7.310     |
| Total             | Total    | Total   | 79.817    |

## Fitxa tècnica
| Anys      | Cilindrada                       | Configuració         | Diàmetre x carrera                                        | Carburador                     | Potència màxima                 | Parell màxim                          |
| --------- | -------------------------------- | -------------------- | --------------------------------------------------------- | ------------------------------ | ------------------------------- | ------------------------------------- |
| 1961-1964 | 3,781 centímetres cúbics (3.8 l) | 6 cil. en línia DOHC | 87 mil·limetres (3.43 in) x 106 mil·limetres (4.17 in)    | Triple SU HD.8                 | 265 cavall de vapor a 5.500 rpm | 260 lliures-peu (353 N·m) a 4.000 rpm |
| 1964-1970 | 4,235 centímetres cúbics (4.2 l) | 6 cil. en línia DOHC | 92.08 mil·limetres (3.63 in) x 106 mil·limetres (4.17 in) | Triple SU HD.8                 | 265 cavall de vapor a 5.400 rpm | 283 lliures-peu (384 N·m) a 4.000 rpm |
| 1971-1975 | 5,344 centímetres cúbics (5.3 l) | V12 SOHC             | 90 mil·limetres (3.54 in) x 70 mil·limetres (2.76 in)     | Quàdruple (4) Zenith-Stromberg | 272 cavall de vapor a 5.850 rpm | 304 lliures-peu (412 N·m) a 3.600 rpm |

## Possible successor
- Jaguar XE, possible successor espiritual de l'E-Type.[21][22]

## A la cultura popular

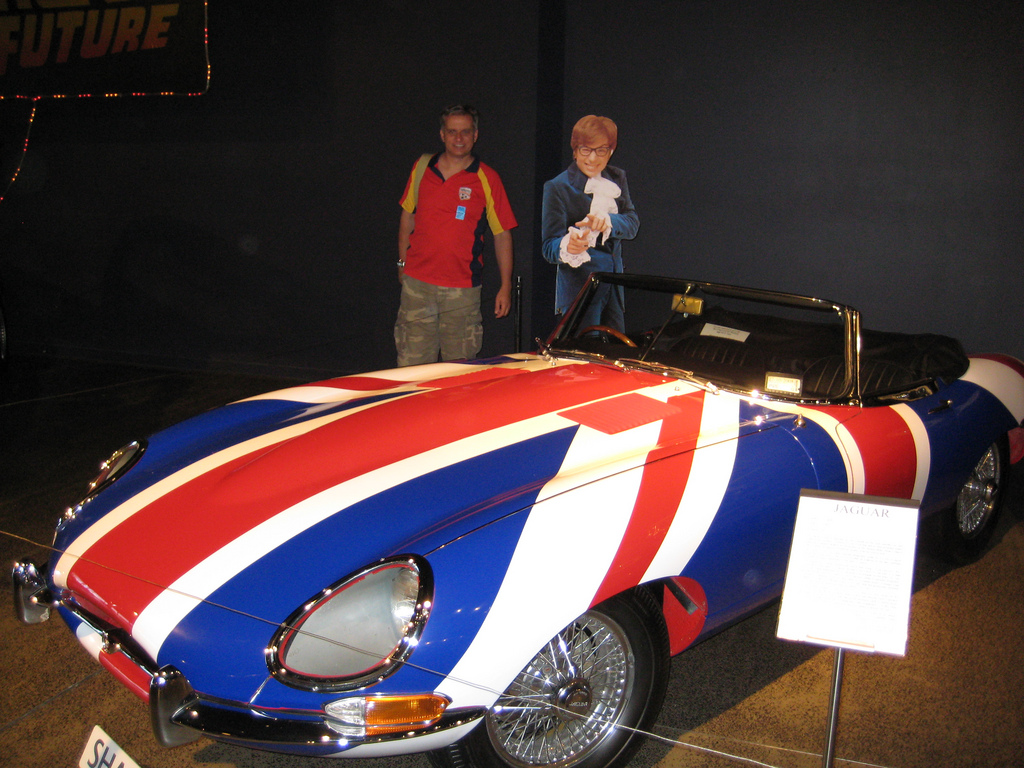
El Shaguar de l'agent Austin Powers

- Un XK-E 4.2 Roadster en color vermell apareix a la pel·lícula She's Out of Control, en què l'amo, interpretat per l'actor Tony Dansa, presta el cotxe a un jove pretendent de la seva filla per a una carrera de carrer i acaba sent envestit per un tren.[23][24]
- L'agent secret de ficció Austin Powers condueix en alguna de les seves pel·lícules un E-Type decorat amb la bandera britànica, conegut com el "Shaguar".

## Versió elèctrica
El sector de l'automòbil està canviant tan ràpid cap a l'energia elèctrica que fins i tot la seva arribada ha estat present al casament reial de l'actriu Meghan Markle i el príncep Harry. Tots dos van sortir muntats en un Jaguar E-Type elèctric i duia el volant a l'esquerra. Es tractava del mateix Jaguar E-Type Concept Zero realitzat en exclusiva pels especialistes de Jaguar Land Rover Classic Works a Coventry.
Prenent com a base un Jaguar E-Type Roadster Sèrie 1.5 de 1968, la marca va posar un motor elèctric de 220 kilowatts que, juntament amb les bateries d'ions de liti de 40 kWh, fa que el cotxe pesi 46 quilograms (101 lb) menys que el model original, tot un èxit tenint en compte el que solen pesar aquests sistemes.
El motor elèctric i les bateries estan situades al mateix lloc on anava el motor original del XK que muntava l'E-Type, per la qual cosa el repartiment de pesos es manté gairebé inalterat. Això ha permès que no fossin necessàries modificacions a les suspensions i els frens, ja que el cotxe té una dinàmica molt similar a la de l'original.
Capaç d'accelerar de 0 a 100 quilòmetres per hora (62 mph) en 5,5 segons, això suposa un segon menys del que trigava el model original a fer la mateixa maniobra. El cotxe compta amb una autonomia de 270 quilometres (168 mi), però no només canvia el motor i les bateries, sinó que hi ha altres elements del cotxe que també s'han adaptat a la seva nova forma, com els fars que han donat pas a uns llums LED molt més moderns i actuals. Aquestes consumeixen molt menys i són més d'acord amb el nou plantejament d'aquest model del 1968. A més, han tingut cura que l'aspecte d'aquestes noves òptiques LED fos acord amb les de l'E-Type original.